# 魚沼国際雪合戦大会

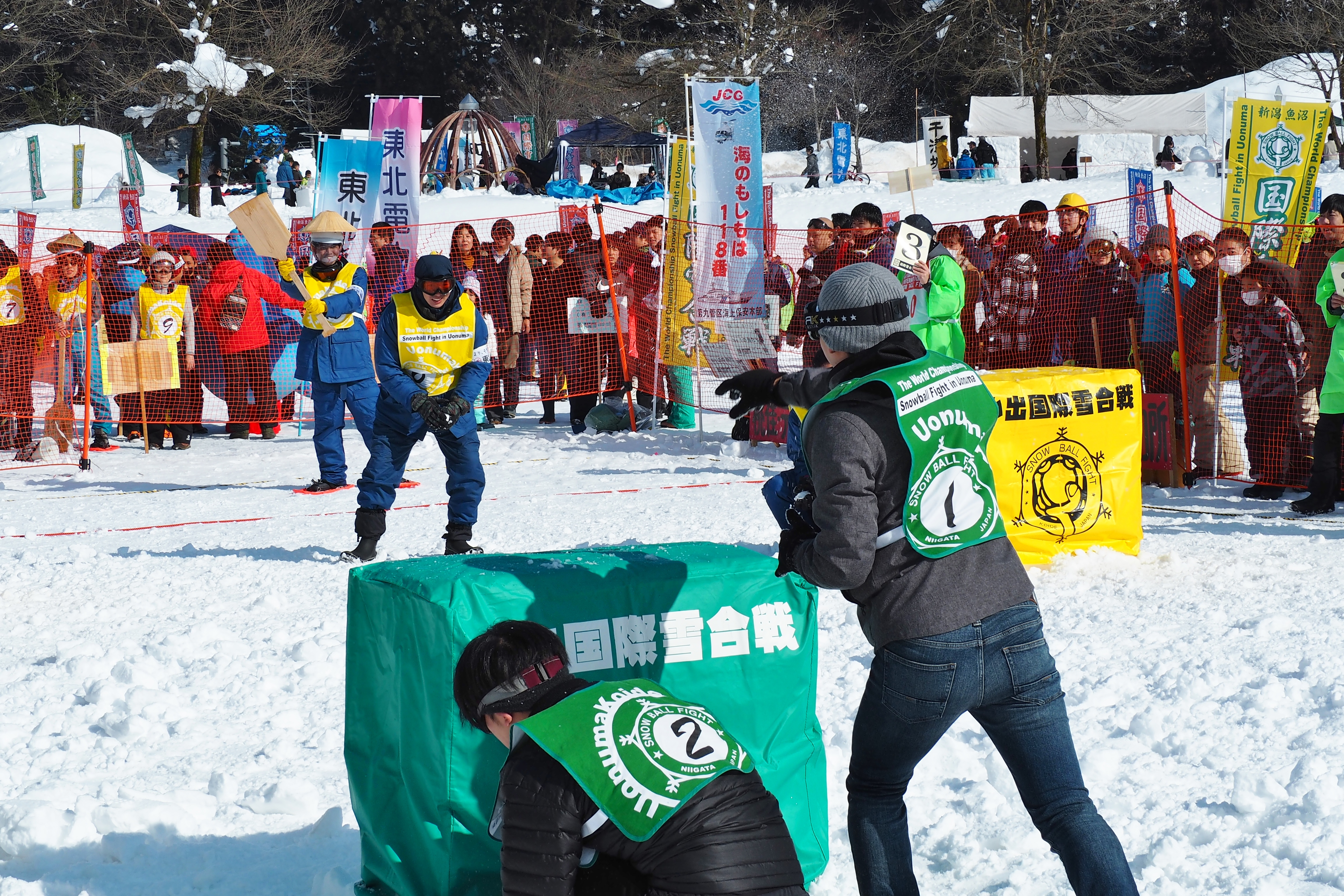
小出国際雪合戦（2018年2月）

魚沼国際雪合戦（うおぬまこくさいゆきがっせん）は、新潟県魚沼市で行われている雪合戦をメインとした冬のイベントである。1989年に第1回大会が開催され、当初の名称は小出国際雪合戦（こいでこくさいゆきがっせん、英:Koide snowball fight meet）であったが、2019年の第31回大会から現在の名称となった。

## 概要
1チームは5人で構成され山笠とカンジキを身につけたリーダーが1名出場する。選手には1人1人にポイントが与えられており男子は3ポイント、女子は5ポイントで雪玉が当てられる度に1ポイントを失う。試合時間は3分で時間内に相手リーダーを失格させたチームの勝利となる。試合時間終了時点でいずれのリーダーも失格になっていない場合は、失格となっていないメンバーの人数などで勝敗を争う。
大人の部、子供の部での優勝争いの他にコスチューム・パフォーマンス賞、特別賞も選考されて参加チームに贈られている。

## エピソード
2010年の第22回大会ではパンフレットやウェルカムボードに同市出身の芦谷あばよを起用。
2020年2月の第32回大会では記録的な少雪のためソフトテニスのボールを使用しての実施が検討されたが、直前の降雪により通常通りの開催になった。
2023年の第33回大会は3年ぶりに、～ 帰ってきた シン・魚沼国際雪合戦 ～というサイブタイトル付きでの通常開催となった。

## 来場したことがある有名人（ゲスト）
- ルー大柴
- 元木大介
- 和泉元彌/和泉節子/三宅祥子
- 栃東大裕（旧小出町が足立区と姉妹都市の関係であったことから玉ノ井部屋は何度も訪れておりちゃんこを振舞ったりしている）
- 小関英吾らMX-VIRUSメンバー等（毎年雪上FMXのショーを行っている）